# Bộ chi hoa dương động, bất yết tống tiên sinh
Bojihwayangdong buralsongseonsaeng(Hàn Quốc:보지화양동 불알송선생, hanja:步之華陽洞 不謁宋先生 hay 步之花陽同 不謁宋先生, Hán Việt: Bộ chi hoa dương động, bất yết tống tiên sinh, tạm dịch là: tản bộ đến Hoa Dương động, không yết kiến được Tống tiên sinh) là một trò chơi chữ song ngữ bằng chữ Hán và tiếng Triều Tiên được xem là thuộc văn học thời kỳ Triều Tiên thế kỷ 17, tác giả là văn thần và học giả thế kỷ 18 của Triều Tiên Heo Mok (许穆 Hứa Mục).
Heo Mok và Song Si-yeol (Tống Thời Liệt hay Hoa Sơn Động chủ) là đối thủ chính trị. một ngày nọ Heo Mok ghé thăm Hayangdong, nơi ở của Song Siyeol. nhưng Song Siyeol từ chối tiếp. Heo Mok đã cho biết "Bojihwayangdong buralsongseonsaeng"
Boji(보지; 步之 hay 寶之, Hán Việt là bộ chi hay bảo chi) là bộ phận sinh dục phụ nữ trong chính tả Hangul, Bural(불알) là tinh hoàn nam giới. seonsaeng (tiên sinh) là thầy giáo và lời kính cẩn đối với người già.
Như vậy theo phát âm trong tiếng Triều Tiên thì cụm từ chữ Hán này sẽ có nghĩa Âm vật Dương Động chủ, Tinh hoàn Tống Tiên sinh.